# Freddy Olivo
Benito Freddy Olivo González (26 de noviembre de 1982, Esmeraldas (Ecuador), Ecuador) es un futbolista ecuatoriano. Juega de volante en el Manta Futbol Club de la Serie B de Ecuador.

## Trayectoria
Debutó en el Esmeraldas Petrolero en el  el campeonato Serie B de Ecuador 2001. En el 2003 fue cedido a préstamo al Espoli para a mitad de año recalar en Liga Deportiva Universitaria de Portoviejo. 
Año seguido volvió al Esmeraldas Petrolero.  En 2006 es cedido nuevamente a Liga Deportiva Universitaria de Portoviejo, abandonando el equipo "manabita" a mitad de año cuando fichó por el Barcelona Sporting Club. 
Para la temporada de 2007 vuelve a Liga Deportiva Universitaria de Portoviejo. En 2008 firma con el otro grande del "astillero" el Club Sport Emelec, cerrando el año en como cedido en Club Social y Deportivo Independiente José Terán para jugar el campeonato Serie B de Ecuador. 
Regresa a Liga Deportiva Universitaria de Portoviejo en 2009, para jugar el campeonato Serie A de Ecuador. En 2011 tiene un paso importante por Liga Deportiva Universitaria de Loja. 
Para la temporada de 2012, es pedido por el técnico argentino Carlos Ischia para reforzar el cuadro de la plaza del teatro Sociedad Deportivo Quito, a mediados de noviembre el jugador llega a un acuerdo para su contrato con Deportivo Quito.
En 2013 es confirmado como nuevo refuerzo del Barcelona de Guayaquil por 3 temporadas para el Campeonato Ecuatoriano 2013 y la Copa Libertadores 2013.